# Systoechus candidulus
Systoechus candidulus – gatunek muchówki z rodziny bujankowatych i podrodziny Bombyliinae.
Muchówka ta osiąga od 7 do 9 mm długości ciała. Oskórek ma porośnięty długim, białym owłosieniem, jednak twarz w całości porośnięta jest czarno. Głowa jest wyraźnie węższa od tułowia, w widoku bocznym prawie trójkątna. Aparat gębowy ma sterczący ku przodowi ryjek. Tułów jest krótki, szeroki, na przedzie wysklepiony. Skrzydła są duże. Komórki podstawowe radialna i medialna są takiej samej długości. Odnóża są długie i smukłe. Stopy wieńczą smukłe przylgi oraz długie i ostre pazurki. Odwłok jest podługowato-owalny.
Owady dorosłe odżywiają się nektarem. Latają od czerwca do sierpnia. Larwy żerują na jajach prostoskrzydłych.
Owad nearktyczny. W Kanadzie zamieszkuje południowe Ontario, w Stanach Zjednoczonych zaś stany: Alabama, Arizona, Arkansas, Dakota Południowa, Dakota Północna, Idaho, Indiana, Iowa, Kansas, Kolorado, Michigan, Minnesota, Montana, Nebraska, Oregon, Teksas, Utah i Wisconsin.